# Столярове
Столя́рове — село в Україні, у Роменському районі Сумської області. Населення становить 251 осіб. Входить до складу Липоводолинської селищної громади. 
Після ліквідації Липоводолинського району 19 липня 2020 року село увійшло до Роменського району.

## Географія
Село Столярове розташоване на одній із витоків річки Липівка. На відстані 1 км розташоване село Яловий Окіп, за 2 км — село Липівка.

## Історія
- Село постраждало внаслідок геноциду українського народу, проведеного урядом СРСР 1923—1933 та 1946–1947 роках, кількість встановлених жертв голодомору в селі — 64 людини[2].
- До 2019 року орган місцевого самоврядування — Панасівська сільська рада.

## Економіка
- Свино-товарна ферма.

## Соціальна сфера
- Школа I ст.